# Pasti, pasti, pastičky
Pasti, pasti, pastičky je český film režisérky Věry Chytilové, natočený a uvedený v roce 1998. Jedná se o tragikomickou moralitu na motivy skutečných událostí.

## Děj
Grafik Petr (Tomáš Hanák) a jeho kamarád, poslanec Josef (Miroslav Donutil) vezmou do auta mladou stopařku Lenku (Zuzana Stivínová). Petr pak zastaví na opuštěném místě v lese a Josef Lenku znásilní. Při potyčce Lenku uhodí do hlavy a ona ztratí vědomí. Muži se leknou, že je mrtvá, a chtějí se zbavit těla, ale Lenka se po chvíli probouzí a předstírá, že si nic nepamatuje. Požádá je o odvoz na svou chatu a oba jí s úlevou vyhoví. Na chatě jim Lenka nabídne přípitek, do kterého jim ale nepozorovaně přimíchala sedativa, takže oba tvrdě usnou. Lenka je totiž zvěrolékařka a rozhodla se je vykastrovat, aby svůj zločin nemohli už nikdy zopakovat. Tím však uvede do pohybu sled událostí, které nenávratně změní i její život a vyjeví pokřivené charaktery jejích blízkých.

## Obsazení
| Tomáš Hanák      | Petr             |
| Miroslav Donutil | Josef Dohnal     |
| Zuzana Stivínová | Lenka            |
| Kateřina Hajná   | Ingrid           |
| Eva Holubová     | Anna             |
| Daniela Třebická | Vlasta Dohnalová |
| Luboš Svoboda    | Michal           |
| Dagmar Bláhová   | šéfka            |
| Milan Lasica     | Bach             |
| Karel Roden      | Dr. Marek        |
| Lucie Vačkářová  | Bibina           |
| David Vávra      | Pavel            |
| Petr Čtvrtníček  | policista        |
| Milan Šteindler  | kuchař           |